# Ḻ
Der Buchstabe Ḻ (kleingeschrieben ḻ) ist ein Buchstabe des lateinischen Schriftsystems, bestehend aus einem unterstrichenen L. Er wird in der Seri-Sprache für den Laut l benutzt. Außerdem wird der Buchstabe zur Transliteration des tamilischen Buchstaben ழ benutzt.

## Darstellung auf dem Computer
Unicode enthält das unterstrichene L an den Codepunkten U+1E3A (Großbuchstabe) und U+1E3B (Kleinbuchstabe).
In HTML kann man ein provisorisches Ḻ bilden, indem man den Buchstaben L mit dem <u>-Tag unterstreicht.